# Brabo IHC
Brabo Ice Hockey Club was een Belgische ijshockeyclub uit Antwerpen.

## Geschiedenis
De club werd in 1947 opgericht en won viermaal de landstitel in de jaren 50.

## Erelijst
- Landskampioen[2]: 1950, 1952, 1953 en 1954.

## Bekende (ex-)spelers
- Piet Briels
- Jef Lekens[3]
- Dolf Overakker
- Johannes Cornelis Smit
- Rob van Zalinge
- Lucien Verstrepen